# Sputnik, mi amor
Sputnik, mi amor (スプートニクの恋人, Supûtoniku no koibito) es una novela en japonés de Haruki Murakami publicada originalmente en 1999.

## Sinopsis
La historia está contada por un profesor de primaria de Japón al que solo en algunas líneas se le nombra como "K." y nos narra cómo su mejor amiga y amor platónico Sumire, una novelista amateur empedernida y excéntrica, desaparece de la faz de la tierra en una isla griega mientras estaba de vacaciones junto con su jefa Myû (dieciséis años mayor que ella), de la cual Sumire está tremendamente enamorada. Myû, después de no poder encontrarla, llama a K. para que la ayude a buscar a la muchacha.